# Sven Montgomery
Sven Montgomery (* 10. Mai 1976 in Detmold) ist ein ehemaliger Schweizer Radrennfahrer, heutiger Radsportfunktionär und Fernsehkommentator.

## Sportliche Laufbahn
Sven Montgomery war von 1998 bis 2006 Profi und fuhr für mehrere renommierte Teams, unter anderem für Française des Jeux, die italienische Equipe Fassa Bortolo und das deutsche Team Gerolsteiner. Er galt als Bergspezialist, so war er beispielsweise 2001 im Rahmen der Tour de France als Erster auf dem Col du Tourmalet.
Montgomery startete viermal (2000, 2001, 2003, 2004) bei der Tour de France, kam allerdings nie in Paris an. 2005 beendete er den Giro d’Italia als 59., die Vuelta a España als 88. der Gesamtwertung.
Montgomerys Karriere war von Sturzpech überschattet. 2001, an seiner stärksten Tour de France, schied er durch einen Massensturz in einer Abfahrt aus, bei welchem er schwere Gesichts- und Schädelverletzungen erlitt und beinahe erblindete. Im Jahr 2004 erlitt er sowohl beim Giro d’Italia mit einem Riss im Schulterblatt als auch bei der Tour de France mit einem Schlüsselbeinbruch schwere Verletzungen. Ausserdem erkrankte er 2002 an einem hartnäckigen Virus, welcher die Fortsetzung seiner Karriere ernsthaft gefährdete.

## Berufliches
Die zahlreichen Rückschläge brachten Montgomery, wie er selbst sagte, an seine psychischen und physischen Grenzen, weshalb er zum Ende des Jahres 2006 seinen Rücktritt vom aktiven Radsport erklärte. Er blieb dem Radsport zunächst für zwei Jahre als Koordinator der Schweizer Frauen-Equipe Bigla Cycling Team erhalten. Seit 2011 ist er beim Schweizer Fernsehen als Co-Kommentator im Einsatz. Im August 2012 übernahm er bei Swiss Cycling eine Stelle als Ausbilder von Trainern, Sportlichen Leitern und Wettkampfrichtern, Ende März 2019 verliess er Swiss Cycling.
Sven Montgomery ist Leiter des Polizeiinspektorates der Gemeinde Köniz.

## Teams
- 1998–1999: Post Swiss Team
- 2000–2001: Française des Jeux
- 2002–2003: Fassa Bortolo
- 2004–2006: Team Gerolsteiner

## Erfolge
1997
- Vize-Europameister Strasse

1998
- Martigny–Mauvoisin

2001
- eine Etappe Midi Libre
- Bergwertung Dauphiné Libéré

2004
- Bergwertung Tour de Romandie